# Neoperla asperata
Neoperla asperata är en bäcksländeart som beskrevs av Peter Zwick 1988. Neoperla asperata ingår i släktet Neoperla och familjen jättebäcksländor. Inga underarter finns listade i Catalogue of Life.